# Stefano Lavarini

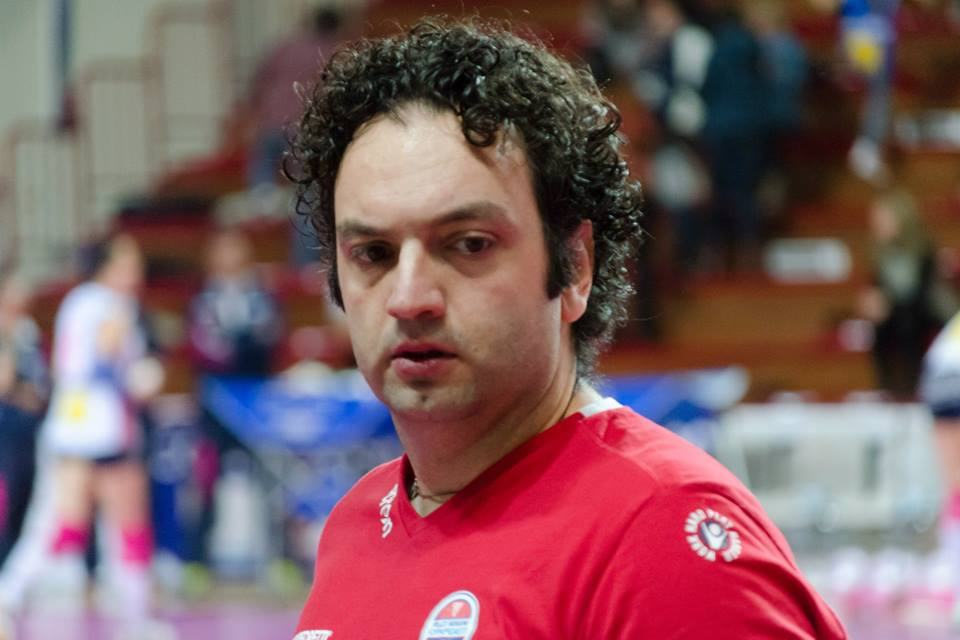
Stefano Lavarini trenerem Foppapedretti Bergamo w sezonie 2014/2015

Stefano Lavarini (ur. 17 stycznia 1979 w Omegnie) – włoski trener siatkarski. Obecnie jest trenerem żeńskiej reprezentacji Polski oraz włoskiego klubu Numia Vero Volley Milano.
Lubi grać w pokera. Trenował karate przez 2-3 lata. 

## Sukcesy trenerskie

### klubowe
Puchar Włoch:
- 2016

Klubowe Mistrzostwa Ameryki Południowej:
- 2018, 2019

Liga brazylijska:
- 2019[5]
- 2018

Klubowe Mistrzostwa Świata:
- 2018
- 2024[6]

Puchar Brazylii:
- 2019[7]

Liga włoska:
- 2021, 2025[8]

Puchar Turcji:
- 2024[9]

Liga turecka:
- 2024[10]

Liga Mistrzyń:
- 2025[11]

### reprezentacyjne
Reprezentacja Korei Południowej
Mistrzostwa Azji:
- 2019

Reprezentacja Polski
Liga Narodów:
- 2023, 2024[12], 2025[13]